# Temporada 2006 de las Grandes Ligas de Béisbol
La Temporada 2006 de las Grandes Ligas de Béisbol comenzó el 1 de abril de 2006 y finalizó cuando el campeón de la Liga Nacional, St. Louis Cardinals ganó la Serie Mundial con el total de victorias de la temporada regular más bajo en una temporada sin huelga en la historia. La Liga Americana continuó su dominio en el Juego de las Estrellas al ganar su cuarto partido en fila; la L.A. ha ganado nueve de los últimos diez enfrentamientos (el juego de 2002 fue un empate). Esta temporada, Atlanta Braves no pudo clasificarse para la postemporada por primera vez desde 1990. Los logros
individuales incluyen a Barry Bonds, que, a pesar de las preguntas que rodean su presunto uso de esteroides y su participación en el escándalo BALCO, superó a Babe Ruth y se quedó en el segundo lugar entre los líderes de home runs de todos los tiempos.

## Temporada Regular
Liga Americana

| División Este        | División Este | División Este | División Este | División Este | División Este | División Este |
| Equipo               | V             | D             | CTE           | JD            | LOCAL         | VISITA        |
| -------------------- | ------------- | ------------- | ------------- | ------------- | ------------- | ------------- |
| New York Yankees (1) | 97            | 65            | 0.599         | —             | 50–31         | 47–34         |
| Toronto Blue Jays    | 87            | 75            | 0.537         | 10            | 50–31         | 37–44         |
| Boston Red Sox       | 86            | 76            | 0.531         | 11            | 48–33         | 38–43         |
| Baltimore Orioles    | 70            | 92            | 0.432         | 27            | 40–41         | 30–51         |
| Tampa Bay Rays       | 61            | 101           | 0.377         | 36            | 41–40         | 20–61         |

| División Central    | División Central | División Central | División Central | División Central | División Central | División Central |
| Equipo              | V                | D                | CTE              | JD               | LOCAL            | VISITA           |
| ------------------- | ---------------- | ---------------- | ---------------- | ---------------- | ---------------- | ---------------- |
| Minnesota Twins (2) | 96               | 66               | 0.593            | —                | 54–27            | 42–39            |
| Detroit Tigers (4)  | 95               | 67               | 0.586            | 1                | 46–35            | 49–32            |
| Chicago White Sox   | 90               | 72               | 0.556            | 6                | 49–32            | 41–40            |
| Cleveland Indians   | 78               | 84               | 0.481            | 18               | 44–37            | 34–47            |
| Kansas City Royals  | 62               | 100              | 0.383            | 34               | 34–47            | 28–53            |

| División Oeste        | División Oeste | División Oeste | División Oeste | División Oeste | División Oeste | División Oeste |
| Equipo                | V              | D              | CTE            | JD             | LOCAL          | VISITA         |
| --------------------- | -------------- | -------------- | -------------- | -------------- | -------------- | -------------- |
| Oakland Athletics (3) | 93             | 69             | 0.574          | —              | 49–32          | 44–37          |
| Anaheim Angels        | 89             | 73             | 0.549          | 4              | 45–36          | 44–37          |
| Texas Rangers         | 80             | 82             | 0.494          | 13             | 39–42          | 41–40          |
| Seattle Mariners      | 78             | 84             | 0.481          | 15             | 44–37          | 34–47          |

Liga Nacional  
| División Este         | División Este | División Este | División Este | División Este | División Este | División Este |
| Equipo                | V             | D             | CTE           | JD            | LOCAL         | VISITA        |
| --------------------- | ------------- | ------------- | ------------- | ------------- | ------------- | ------------- |
| New York Mets (1)     | 97            | 65            | 0.599         | —             | 50–31         | 47–34         |
| Philadelphia Phillies | 85            | 77            | 0.525         | 12            | 41–40         | 44–37         |
| Atlanta Braves        | 79            | 83            | 0.488         | 18            | 40–41         | 39–42         |
| Florida Marlins       | 78            | 84            | 0.481         | 19            | 42–39         | 36–45         |
| Washington Nationals  | 71            | 91            | 0.438         | 26            | 41–40         | 30–51         |

| División Central        | División Central | División Central | División Central | División Central | División Central | División Central |
| Equipo                  | V                | D                | CTE              | JD               | LOCAL            | VISITA           |
| ----------------------- | ---------------- | ---------------- | ---------------- | ---------------- | ---------------- | ---------------- |
| St. Louis Cardinals (3) | 83               | 78               | 0.516            | —                | 49–31            | 34–47            |
| Houston Astros          | 82               | 80               | 0.506            | 1½               | 44–37            | 38–43            |
| Cincinnati Reds         | 80               | 82               | 0.494            | 3½               | 42–39            | 38–43            |
| Milwaukee Brewers       | 75               | 87               | 0.463            | 8½               | 48–33            | 27–54            |
| Pittsburgh Pirates      | 67               | 95               | 0.414            | 16½              | 43–38            | 24–5             |
| Chicago Cubs            | 66               | 96               | 0.407            | 17½              | 36–45            | 30–51            |

| División Oeste          | División Oeste | División Oeste | División Oeste | División Oeste | División Oeste | División Oeste |
| Equipo                  | V              | D              | CTE            | JD             | LOCAL          | VISITA         |
| ----------------------- | -------------- | -------------- | -------------- | -------------- | -------------- | -------------- |
| San Diego Padres (2)    | 88             | 74             | 0.543          | —              | 43–38          | 45–36          |
| Los Angeles Dodgers (4) | 88             | 74             | 0.543          | —              | 49–32          | 39–42          |
| San Francisco Giants    | 76             | 85             | 0.472          | 11½            | 43–38          | 33–47          |
| Arizona Diamondbacks    | 76             | 86             | 0.469          | 12             | 39–42          | 37–44          |
| Colorado Rockies        | 76             | 86             | 0.469          | 12             | 44–37          | 32–49          |

## Postemporada
|  | Serie Divisional | Serie Divisional    | Serie Divisional    |   |                  | Campeonato de la Liga | Campeonato de la Liga | Campeonato de la Liga |  |  | Serie Mundial | Serie Mundial  | Serie Mundial |
|  |                  |                     |                     |   |                  |                       |                       |                       |  |  |               |                |               |
|  | 1                | New York Yankees    | 1                   |   |                  |                       |                       |                       |  |  |               |                |               |
|  | 4                | Detroit Tigers      | 3                   |   |                  |                       |                       |                       |  |  |               |                |               |
|  | 4                | Detroit Tigers      | 3                   |   | 4                | Detroit Tigers        | 4                     |                       |  |  |               |                |               |
|  | Liga Americana   |                     |                     |   | 4                | Detroit Tigers        | 4                     |                       |  |  |               |                |               |
|  |                  | 3                   | Oakland Athletics   | 0 |                  |                       |                       |                       |  |  |               |                |               |
|  | 2                | 3                   | Oakland Athletics   | 0 | Minnesota Twins  | 0                     |                       |                       |  |  |               |                |               |
|  | 2                |                     |                     |   | Minnesota Twins  | 0                     |                       |                       |  |  |               |                |               |
|  | 3                | Oakland Athletics   | '3                  |   |                  |                       |                       |                       |  |  |               |                |               |
|  |                  |                     |                     |   |                  |                       |                       |                       |  |  | AL4           | Detroit Tigers | 1             |
|  |                  | NL3                 | St. Louis Cardinals | 4 |                  |                       |                       |                       |  |  |               |                |               |
|  | 1                | New York Mets       | 3                   |   |                  |                       |                       |                       |  |  |               |                |               |
|  | 4                | Los Angeles Dodgers | 0                   |   |                  |                       |                       |                       |  |  |               |                |               |
|  | 4                | Los Angeles Dodgers | 0                   |   | 1                | New York Mets         | 3                     |                       |  |  |               |                |               |
|  | Liga Nacional    |                     |                     |   | 1                | New York Mets         | 3                     |                       |  |  |               |                |               |
|  |                  | 3                   | St. Louis Cardinals | 4 |                  |                       |                       |                       |  |  |               |                |               |
|  | 2                | 3                   | St. Louis Cardinals | 4 | San Diego Padres | 1                     |                       |                       |  |  |               |                |               |
|  | 2                |                     |                     |   | San Diego Padres | 1                     |                       |                       |  |  |               |                |               |
|  | 3                | St. Louis Cardinals | 3                   |   |                  |                       |                       |                       |  |  |               |                |               |

|                                           |
| Campeón St. Louis Cardinals Décimo Título |

## Líderes de la liga

### Liga Americana

#### Líderes de Bateo
| Categoría           | Jugador        | Equipo | Marca |
| ------------------- | -------------- | ------ | ----- |
| Porcentaje de bateo | Joe Mauer      | MIN    | .347  |
| Cuadrangulares      | David Ortiz    | BOS    | 54    |
| Carreras Impulsadas | David Ortiz    | BOS    | 137   |
| Carreras Anotadas   | Grady Sizemore | CLE    | 134   |
| Hits                | Ichiro Suzuki  | SEA    | 224   |
| Robo de Bases       | Carl Crawford  | TB     | 58    |

#### Líderes de Pitcheo
| Categoría         | Jugador                       | Equipo  | Marca |
| ----------------- | ----------------------------- | ------- | ----- |
| Victorias         | Chien-Ming Wang Johan Santana | NYY MIN | 19    |
| Derrotas          | Rodrigo López                 | BAL     | 18    |
| ERA               | Johan Santana                 | MIN     | 2.77  |
| Ponches           | Johan Santana                 | MIN     | 245   |
| Entradas Lanzadas | Johan Santana                 | MIN     | 233.2 |
| Juegos salvados   | Francisco Rodríguez           | LAA     | 47    |

### Liga Nacional

#### Líderes de Bateo
| Categoría           | Jugador        | Equipo | Marca |
| ------------------- | -------------- | ------ | ----- |
| Porcentaje de bateo | Freddy Sánchez | PIT    | .344  |
| Cuadrangulares      | Ryan Howard    | PHI    | 58    |
| Carreras Impulsadas | Ryan Howard    | PHI    | 149   |
| Carreras Anotadas   | Chase Utley    | PHI    | 131   |
| Hits                | Juan Pierre    | CHC    | 204   |
| Robo de Bases       | José Reyes     | NYM    | 64    |

#### Líderes de Pitcheo
| Categoría         | Jugador         | Equipo | Marca |
| ----------------- | --------------- | ------ | ----- |
| Victorias         | Carlos Zambrano | CHC    | 16    |
| Derrotas          | Jason Marquis   | STL    | 16    |
| ERA               | Roy Oswalt      | HOU    | 2.98  |
| Ponches           | Aaron Harang    | CIN    | 216   |
| Entradas Lanzadas | Bronson Arroyo  | CIN    | 240.2 |
| Juegos salvados   | Trevor Hoffman  | SDP    | 46    |